# John Stanislaw Kubary
John Stanislaw  Kubary (Warschau in Congres-Polen,  13 november 1846 – Ponape, Micronesië, 9 oktober 1896) was een Poolse ontdekkingsreiziger, natuuronderzoeker en etnograaf. Hij werd bekend om zijn grote bijdrage aan de kennis van de flora, fauna, volkeren en talen op de eilanden in het westelijk deel van de Grote Oceaan.

## Biografie

### Jeugd en opleiding
Kubary was het kind van een Hongaarse vader en een moeder die afkomstig was uit Berlijn maar sinds haar jeugd in Warschau woonde. Zijn vader stierf toen hij zes jaar was; vervolgens trouwde zijn moeder met een Poolse man, Tomasz Marcinkiewicz, zijn stiefvader. Tussen 1863 en 1868 raakte Kubary betrokken bij de Januariopstand tegen de Russische overheersing, terwijl hij eigenlijk medicijnen wilde gaan studeren. In die periode vluchtte hij naar een oom in Berlijn, kwam terug omdat hij zijn studie wilde beginnen, maar raakte weer betrokken bij de gevolgen van de opstand, maar probeerde ook tot een vergelijk te komen met de pro-Russische autoriteiten om zo eindelijk te kunnen gaan studeren. Dit mislukte en hij geraakte in de gevangenis. Via contacten van zijn moeder wist hij aan deportatie te ontkomen en kwam vrij. In maart 1868 besloot hij Warschau definitief te ontvluchten en ging naar Berlijn. Zijn oom wilde hem daar niet meer helpen. Na wat tijdelijke baantjes raakte hij in Hamburg verzeild waar hij in maart 1869 Johann Schmeltz ontmoette die hem introduceerde bij  Johan Cesar Godeffroy, de oprichter van het Museum Godeffroy. Godeffroy was onder de indruk van de intelligentie en talenkennis van Kubary en bood hem een contract aan voor vijf jaar onderzoek en het verzamelen van zoölogische en etnografische specimens voor het museum.

### Onderzoek vanuit Samoa (1869 - 1875)
Op 1 mei 1869 vertrok hij richting Samoa. Feitelijk slecht voorbereid want hij had geen enkele relevante opleiding gedaan voor het werk dat hij zou gaan uitvoeren. Op 8 september 1869 kwam hij aan in de haven van de hoofdstad Apia. Het museum Godeffroy had daar een soort steunpunt en hij kreeg daar enige scholing. Hij verbleef er een half jaar. Hij verdiepte zich in de ornithologie en de mariene biologie en hij leerde Samoaans spreken. Hij maakte in die periode reizen naar de Fiji en Tonga. Hij stuurde volgens tradities vervaardigde maskers en specimens van zeedieren naar het museum. In 1870 reisde hij naar de Ellice-, Gilbert- en  Marshalleilanden. Hij stelde een woordenboek en een grammatica samen van het dialect van het atol Ebon, een van de Marshalleilanden. Verder schreef en publiceerde hij een artikel waarin zijn vondsten werden beschreven, met zelf gemaakte schetsen en kaarten. In de volgende vier jaren van zijn verblijf maakte hij ook verzamelreizen naar andere eilanden in Micronesië (waaronder Yap, Palau, Ponape) en naar Melanesië.

### Tweede contract voor het Godeffroy museum (1875 - 1879)
Na afloop van het contract reisde hij naar Australië en vroeg het staatsburgerschap aan, dat hem binnen zes dagen werd verleend. Na tien dagen vertrok hij weer op weg naar Duitsland waar hij op 31 mei 1875 arriveerde. Hij ontmoette er diverse onderzoekers die grote belangstelling hadden voor zijn werk en hij gaf een lezing op een wetenschappelijk congres in Lemberg, nu Lviv. Hij kreeg een nieuw contract voor vijf jaar en vertrok in september 1875 opnieuw naar de Grote Oceaan. Dit keer was hij goed voorbereid; hij nam wetenschappelijke literatuur en instrumenten mee en een fototoestel benevens een grote hoeveelheid materiaal om ruilhandel mee te plegen. Hij vestigde zich in Micronesië op de noordkust van het eiland Pohnpei (Ponape). Hij bouwde er een huis en legde een plantage aan. Hij gebruikte dit onderkomen als basis voor verder onderzoek. In 1878/79 deed hij 14 maanden lang onderzoek op de 700 km westelijk gelegen Chuukeilanden. Hij verzamelde er vogels, bijzondere planten, inktvissen en zeekomkommers, maar deed ook geografisch onderzoek.

### Betrokken bij Duitse koloniale aspiraties (1879 - 1885)
In december 1879 stopten de betalingen van het Godeffroy museum. Het museum raakte in de financiële problemen en werd zes jaar later opgeheven. Kubary wist op eigen kracht in een traditionele kano, eiland hoppend, de weg terug te vinden naar Pohnpei (Ponape).  In het jaar 1880 verbleef hij daar en werkte op zijn plantage en schreef artikelen. In maart kwam Otto Finsch bij hem op bezoek. Hij trouwde rond dat jaar met de dochter van een missionaris die is gehuwd was met een Micronesische vrouw. Kort daarna, begin 1882 verwoestte een tropische storm zijn plantage. Hij werkte daarna korte tijd aan een volkenkundig museum in Yokohama (Japan), maar na een paar maanden was hij weer weg. Hij kreeg toezeggingen voor (betaalde) samenwerking met het Rijksmuseum voor Volkenkunde in Leiden waar Johann Schmeltz conservator was geworden. Die toezeggingen waren minder concreet dan hij hoopte. Het Duitse keizerrijk was in deze periode bezig koloniaal bezit te verwerven en mede door lobbywerk van Otto Finsch werd de Duitse Nieuw-Guinea Compagnie opgericht. Kubary kreeg een baan en een mooie woning als koloniaal bestuursambtenaar (honorary chief) in Micronesië op het eiland Palau. Daar bemiddelde hij bij bloedige stammentwisten. Verder zette hij zijn onderzoekingen voort, ook op de omliggende eilanden. In 1885 reisde hij naar Hongkong en verzond vandaar een grote collectie etnografische voorwerpen naar het Museum für Völkerkunde in Berlijn. Eind 1885 kreeg hij ontslag, omdat hij zich te veel identificeerde met de inlandse bevolking. Hij kreeg vervolgens een baan als tolk op een Duits oorlogsschip dat in de eilandengroepen rondvoer om de Duitse vlag te hijsen. Zo kwam hij terecht op Nieuw-Brittannië (de Bismarckarchipel).

### Laatste jaren (1885 - 1896)
Het oorlogsschip bracht hem en zijn gezin in Duits Nieuw-Guinea. Hij werd daar manager van een plantage en was verder actief betrokken bij de ontwikkeling van een plantage-economie bij Astrolabe Bay op het hoofdeiland van Nieuw-Guinea dat toen Keizer Wilhelmsland heette. Hij deed daar ook onderzoek. In 1888 bezocht hij het Finisterre-gebergte op het Huonschiereiland. Eind 1890 begeleidde hij de Duitse plantkundige Carl Adolf Georg Lauterbach bij zijn onderzoek in het gebied van de Gogolrivier. 
Op advies van een Poolse arts die voor de Duitse Nieuw-Guinea Compagnie werkte, ging hij in 1892 met vrouw en dochter naar Duitsland. Hij werd weer met alle egards begroet door collega-onderzoekers in Hamburg en Berlijn. Hij gaf (weer) een lezing tijdens een wetenschappelijk congres in Lwów, maar het lukte hem niet ergens een baan te vinden. Daarom reisde hij weer terug naar Nieuw-Guinea. Zijn dochter liet hij achter op een nonnenschool in Singapore. Eind 1895 was hij in Manilla, waar hij bij de Spaanse koloniale overheid zijn rechten op zijn bezit op Ponape probeerde terug te krijgen. Hij belandde daar maandenlang met een hartkwaal in het ziekenhuis. Daarna reisde hij naar Ponape, daar vond hij zijn bezittingen totaal verwoest terug, door politieke onrust op het eiland. Op 9 oktober 1896 werd hij dood aangetroffen op het eiland.

## Zijn nalatenschap
De artikelen die hijzelf publiceerde waren geografisch en etnografisch van aard. Zijn grote verdiensten voor de kennis van de flora en fauna van Oceanië hebben vooral betrekking op het door hem naar musea gestuurde materiaal. Als eerbetoon aan hem zijn vogelsoorten naar hem vernoemd zoals de carolinenpatrijsduif (Alopecoenas kubaryi), marianenkraai (Corvus kubaryi) en de ponapéwaaierstaart  (Rhipidura kubaryi). Hij stuurde ook zoölogische specimens van zeekomkommers en weekdieren zoals slakken en schelpen naar musea.
Hetzelfde geldt voor zijn bijdrage aan de plantkunde. Diverse herbaria, waaronder Naturalis zijn in bezit van plantencollecties uit Nieuw-Guinea die door hem zijn verzameld en later door anderen beschreven. Daarnaast hebben een aantal volkenkundige musea door hem verzamelde etnografische artefacten. Volgens Paszkowski (1971) had het Leidse Museum Volkenkunde 137 verschillende voorwerpen die afkomstig waren van Kubary.  

### Publicaties
- Ethnographische Beiträge zur Kenntnis des Karolinen Archipels. Met medewerking van Johann Schmeltz. Verlag von P. W. M. Trap (Commission: C. F. Winter’sche Verlagshandlung in Leipzig), Leiden 1895.
- met Rudolph Krause: Ein Beitrag zur Kenntnis der Ruk-Inseln, in: Mitteilungen der Geographische Gesellschaft in Hamburg, 1887–88, L. Friederichsen & Co., Hamburg, S. 53–63
- Das Tätowiren in Mikronesien, speciell auf den Karolinen. [ca. 1890].
- Die Bewohner der Mortlock-Inseln (Karolinen; nördlicher Großer Ocean), Geographische Gesellschaft (Hamburg), 76 Seiten, Hamburg, 1878. (Separat-Abdruck aus den Mittheilungen der Geographischen Gesellschaft. in Hamburg 1878–1879).

- Australian Dictionary of Biography: kubary-john-stanislaw-3975
- Bibsys: 99068084
- Bibliothèque nationale de France: cb15337306k (data)
- Stuttgart Database of Scientific Illustrators 1450–1950: 13198
- Gemeinsame Normdatei: 101859104
- International Standard Name Identifier: 0000 0000 7141 8050
- Library of Congress Control Number: n93091403
- Nationale Bibliotheek van Israël: 987007447415305171
- Nationale Bibliotheek van Polen: a0000001228198
- Nederlandse Thesaurus van Auteursnamen: 074649426
- Système universitaire de documentation: 18567495X
- Trove: 1469253
- Virtual International Authority File: 5230890
- WorldCat: E39PBJmMYJkpPWpRBmVgXWmKh3